# Kutsasjärvi
Kutsasjärvi är en sjö i Gällivare kommun i Lappland och ingår i Kalixälvens huvudavrinningsområde. Sjön har en area på 3,09 kvadratkilometer och ligger 457,1 meter över havet. Kutsasjärvi ligger i Lina fjällurskog Natura 2000-område. Sjön avvattnas av vattendraget Kutsasjoki.
Namnet är finskt och kan på svenska översättas med Öringsjön.

## Delavrinningsområde
Kutsasjärvi ingår i det delavrinningsområde (747682-171698) som SMHI kallar för Utloppet av Kutsasjärvi. Medelhöjden är 513 meter över havet och ytan är 15,24 kvadratkilometer. Det finns inga avrinningsområden uppströms utan avrinningsområdet är högsta punkten. Kutsasjoki som avvattnar avrinningsområdet har biflödesordning 3, vilket innebär att vattnet flödar genom totalt 3 vattendrag innan det når havet efter 233 kilometer. Avrinningsområdet består mestadels av skog (65 procent) och kalfjäll (12 procent). Avrinningsområdet har 3,14 kvadratkilometer vattenytor vilket ger det en sjöprocent på 20,6 procent.